# Елмо Кенеди О’Конор
Елмо Кенеди О’Конор(енг. Elmo Kennedy O'Connor ) (11. јануар 1994 - ), познат професионално као Боунс (често стилизован под именом БОУНС), амерички је репер, певач и текстописац из Хауела, Мичигена. Такође је оснивач музичког колектива ТеамСЕСХ. О’Конор је широко сматран једним од најутицајнијих уметника на интернетској андерграунд хип-хоп сцени. Од 2010. године, О’Конор је објавио опсежну дискографију и прикупио велики број обожавалаца. Од 2019. објавио је преко 80 албума, миксета и ЕП-а у неколико псеудонима.

### Ране године
Елмо Кенеди О’Конор рођен је у округу Марин у Калифорнији,  од мајке која је дизајнирала одећу и оца који је био веб дизајнер. Његов деда са мајчине стране био је глумац Роберт Кулп.  Његова породица је живела у Мјуар Бич Калифорнији, пре него што се преселила у Њујорк. Када је О’Конор имао седам година, његова породица се преселила у Хауел,Мичиген.  О’Конор је такође живео у Минесоти две године када је имао тринаест година. Отприлике у то време упознао је колеге уметнике Ксавијер Вулфа, Крис Трависа и Еди Бејкера преко интернета. Четири уметника касније ће се окупити и формирати колектив "Сешхолоувотербојз"(енгл. Seshollowaterboyz). 
Када је имао 16 година, напустио је средњу школу Хауел и преселио се у Лос Анђелес, где је већ живео његов брат и тренутни менаџер Елиот.  Упркос томе што се у младости одселио од својих родитеља, О’Конор позитивно говори о њима, наводећи: „Кад бих покушао да напишем књигу о томе,„ ох, шта би били родитељи из снова? “, Не бих могао да смислим ништа боље од њих. Све што они раде је да ме обасипају љубављу. Безусловна љубав, заувек. " О’Конор описује Хауел као„ монотоно "место где се његови становници„ рађају и тамо умиру “,   такође називајући га „једним од најрасистичнијих градова у Мичигену“. 

### Музичка каријера
О’Конор је први пут почео да се бави музиком од своје девете године након што је његов отац купио iMac G3. Преузимао је хип-хоп инструментале са СаундКлик-а и користио уграђени микрофон рачунара да се сними како репује. Мада је тек у шеснаестој години почео да објављује музику на интернет под псеудонимом "Д@ Кид". Након пресељења у Лос Ађелес, О’Конор је успео да се повеже са другим уметницима које је упознао преко интернета, укључујући Ксавијер Вулфа, Крис Трависа и Еди Бејкера, који су у то време били чланови сада полураспаднутог Рајдер Клан-а. Касније је званично променио уметничко име у Боунс 2012. године.
О’Конор је 4. јула 2012. објавио свој истоимени деби албум под псеудонимом "БОУНС". Од 2012. до 2014. објавио је 12 албума , пре него што је привукао пажњу новинара за свој албум ТинВич из 2014. године, који је стекао контроверзу око својих тема заснованих на Колумбиском масакру.  Албум након ТинВич-а, под називом Гарбиџ, објављен је 9. јуна 2014. године и био је први од О’Конорових албума који је привукао пажњу главних музичких публикација као што су Complex Magazine  и The Fader  који су пројекат означили као „ масивно “и„ померање граница “.  У априлу 2014. О’Конор је заједно са продуцентом Грефом из TeamSESH-а оформио„ сурендердороти (surrenderdorothy) “, споредни пројекат који је знатно мање фокусиран на реп, са јачим фокусом на акустичну гитару и певање, са стилским сличностима са инди роком и емо репом. Иако О’Конор експериментише са овим стилом у свом соло раду, Сурендердороти га карактерише много више. Од 2014. дуо је објавио 6 ЕП-а.
О’Конор је отпремио неколико албума 2015. године    и насловио своју прву распродату емисију у Кући Блуза (House of Blues ) 4. марта 2015   као предгрупа електронског уметника Шлохма    (Shlohmo) у Позоришту Фонда  (The Fonda Theatre).  О’Конор је касније приказан на АСАП Рокијевом "Канал Ст."(Canal St) што је био ремикс О’Конорове песме „Дрт“. Песма је касније постала прва О’Конор-ова песма на Биллбоардовој листи(Billboard charts).   Боунс је извео „Канал Ст.“ са АСАП Рокијем на Џими Кимел Лајву!(Jimmy Kimmel Live!) емисије, али је искључен из ТВ емисије због тога што је током извођења одбио да цензурише неке текстове песме. Видео снимци перформанса били су доступни на интернету.  У мају 2015. године, О’Конор и ГРЕАФ су почели да објављују песме у оквиру другог споредног пројекта под називом „ОРЕГОНТРЕИЛ“(OREGONTRAIL). Пројекат је стилски сличан сурендердороти, али забележено је да има „тамнији“ и „грубљи“ тон. Од 2015. дуо је објавио 7 синглова као ОРЕГОНТРЕИЛ.
О’Конор је објавио 10 албума између 2015. и 2017. године , а 19. јануара 2018. године О’Конор је наступио у лондонском КОКО-у, чиме је започео своју прву европску турнеју под називом Дедбој Тур.  У оквиру турнеје обишао је земље попут Немачке, Украјине, Русије и Италије.
О’Конор је један од четири члана у колективу "Сешхолоувотербојз", који чине он, Ксавијер Вулф, Крис Травис и Еди Бејкер, са којима често наступа и сарађује.   Такође је објавио музику са колегама из ТимСЕШ-а, можда најзначајније са продуцентом ГРЕАФ, који са О’Конором чини споредни пројекат сурендердороти и ОРЕГОНТРЕИЛ.

#### Издавачке куће
О’Конор и његов менаџер / брат Елиот изјавили су да су велике издавачке куће показале интерес за њега. Према Макс Белу из ЛА Викли-а(LA Weekly), „заинтересоване издавачке куће желеле су да он буде њихов„ бели репер “, уметник по узору на Мек Милер-а и Машин Ган Кели-а. Али О’Конор-а није занимало да буде "преправљен".“ 

### Музички стил и узори
Иако се О’Конор често сматра једним од пионира поджанра емо реп, О’Конор је рекао да нема одређени жанр, мада је окарактерисан као "реп у облаку", експериментални хип-хоп и "реп у сенци"    О’Конор-ова ранија музика је много футуристичнија (и често се упоређује са СпејсГоустПурпов-ом( SpaceGhostPurrp) ) од његове тренутне музике, која приказује продукцију и вокалне стилове у распону од реповања, певања и вриштања.  О’Конер-ово певање упоређивано је са гранжом и емо репом, док је његово реповање упоређивано са под-жанровима као што су хороркор и емо реп. Такође се сматра раним пиониром реп метала.
О’Конор ретко говори о својим музичким утицајима, иако је током интервјуа као утицаје споменуо Марвин Геја, Ерт Винд и Фајер, Ботс Колинс-а, Стиви Никс и Џон Мичел-а.
Током година своје музичке каријере, О’Конор је помогао андерграунд хип хопу да се развије у нове стилове и забележен је као „један од најутицајнијих андерграунд уметника у доба интернета“. 

### Лични живот
О’Конор борави у Глендејл-у у Калифорнији са вереницом Самантом Стриско, коју је упознао у Дизниленду. У марту 2019. О’Конор је објавио да он и Саманта очекују своје прво дете.  19. августа 2019. дете је рођено и названо је Хавл Тимоти О’Конор.